# Recreation Day
Recreation Day is het vierde album van de Zweedse metalband Evergrey, uitgebracht in 2003 door InsideOut Records.

## Track listing
1. "The Great Deceiver" – 4:18
2. "End of Your Days" – 4:38
3. "As I Lie Here Bleeding" – 3:51
4. "Recreation Day" – 5:21
5. "Visions" – 6:01
6. "I'm Sorry" (Dilba cover) – 3:18
7. "Blinded" – 4:34
8. "Fragments" – 5:37
9. "Madness Caught Another Victim" – 2:59
10. "Your Darkest Hour" – 6:14
11. "Unforgivable" – 4:28

## Band
- Tom S. Englund - zanger, gitarist
- Henrik Danhage - gitarist
- Michael Håkansson - bassist
- Patrick Carlsson - drummer
- Rikard Zander - toetsenist